# Cosmologia della mitologia norrena
La cosmologia norrena è lo studio del cosmo come veniva percepito dagli antichi popoli germanici settentrionali. La materia riprende concetti dalla mitologia norrena, come la nozione di spazio e tempo, la cosmogonia, la personificazione, l'antropogenia e l'escatologia. Come altri aspetti della mitologia nordica, questi concetti sono attestati principalmente nell'Edda poetica, un insieme di poemi compilato nel XIII secolo, e nell'Edda in prosa, scritta dall'islandese Snorri Sturluson  nello stesso secolo, rifacendosi a fonti tradizionali precedenti. Secondo queste fonti, il cosmo norreno era formato da nove mondi tenuti assieme da Yggdrasill, un albero cosmico che ricorda l'Albero del mondo, elemento ricorrente in molte tradizioni mitologiche dei popoli indoeuropei.

## I nove mondi
I nomi dei mondi terminano con il suffisso -heimr (casa, regno o mondo), mentre i termini con il suffisso -garðr (abitazione, terra, recinto) indicano solitamente un luogo o una regione all'interno di un regno.
I nove mondi non sono elencati nei testi giunti fino ai nostri giorni, tuttavia basandosi sui luoghi menzionati nei vari miti, le moderne ricostruzioni comunemente accettate riportano il seguente elenco:
1. Ásaheimr, dov'è situato Ásgarðr, casa degli Asi regnata da Odino
2. Álfheimr, regno degli elfi chiari.
3. Niflheimr, regno del ghiaccio e del freddo abitato dai giganti di ghiaccio
4. Vanaheimr, regno dei Vani
5. Mannheimr, dov'è situata Miðgarðr, la casa degli umani
6. Jǫtunheimr, regno dei giganti (Jǫtunn) di roccia
7. Múspellsheimr, regno del fuoco abitato dai giganti di fuoco
8. Svartálfaheimr o Niðavellir, regno degli elfi oscuri/elfi neri (Svartálfar) o dei nani.
9. Hel, regno dei morti su cui governa la dea Hel

Eccetto Miðgarðr, i rimanenti otto possono essere divisi a coppie di opposti:
| Mondo         | Mondo opposto  | Contrasto                         |
| ------------- | -------------- | --------------------------------- |
| Múspellsheimr | Niflheimr      | Fuoco e caldo - ghiaccio e freddo |
| Ásaheimr      | Hel            | Cielo - Inferi                    |
| Vanaheimr     | Jǫtunheimr     | Creazione - Distruzione           |
| Álfheimr      | Svartálfaheimr | Luce - Oscurità                   |

### Rappresentazioni
Come detto, a seconda degli autori e delle ricostruzioni, i nove mondi della mitologia norrena possono essere rappresentati in varie maniere; la prima li rappresenta in nove livelli posti in linea da quello superiore a quello inferiore; la seconda li pone raggruppati per funzione, tre a tre; la terza, di tipo tridimensionale (esemplificata nella figura sotto), li pone in relazione a Midgard, posta al centro e, partendo da essa, alle direzioni fondamentali.

#### Da Sud a Nord

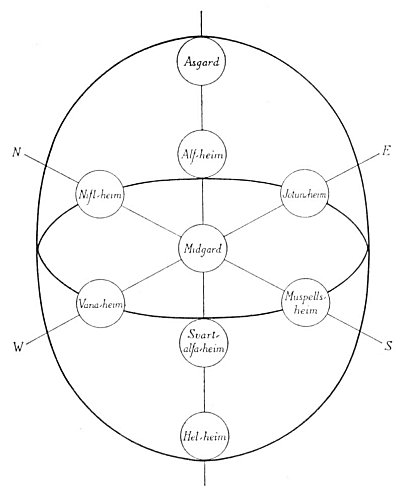
Diagramma del cosmo nella mitologia norrena, in relazione alla posizione di Miðgarðr

Nella prima rappresentazione, che si allinea lungo l'albero Yggdrasill che costituisce l'asse del mondo:
Sud
1. Múspellsheimr
2. Álfheimr
3. Vanaheimr
4. Ásaheimr
5. Mannheimr
6. Jǫtunheimr
7. Svartálfaheimr
8. Hel
9. Niflheimr

Nord

#### Tre gruppi funzionali
Nella seconda rappresentazione i vari regni sono divisi in tre gruppi: celeste, terrestre e sotterraneo.
I tre mondi celesti:
1. Niflheimr
2. Álfheimr
3. Ásaheimr

I tre mondi terrestri:
1. Vanaheimr
2. Mannheimr
3. Jǫtunheimr

I tre mondi sotterranei:
1. Svartálfaheimr
2. Hel
3. Múspellsheimr

#### In relazione a Miðgarðr
- Miðgarðr si trova al centro
- Niflheimr, il mondo dei ghiacci, è a nord
- Múspellsheimr, il mondo del fuoco, si trova a sud
- Jǫtunheimr, il mondo dei giganti, è ad est
- Vanaheimr, il mondo dei Vani, è ad ovest
- Álfheimr, il mondo degli elfi luminosi, si trova ad un primo livello sopra Miðgarðr
- Ásaheimr, la dimora divina, si pone sopra il mondo degli elfi della luce
- Svartálfaheimr, il mondo degli elfi oscuri, si trova ad un primo livello al di sotto di Miðgarðr
- Hel, la dimora della morte, si pone sotto il mondo degli elfi oscuri

### Fonti testuali

#### Il numero di mondi
Nell'Edda poetica, vengono indicati nella Profezia del Veggente in totale nove mondi, sostenuti dall'"albero misuratore", ossia Yggdrasill.
(Edda Poetica - Profezia della Veggente, 2)
Il numero di mondi è ripetuto poi nel Discorso di Vafþrúðnir, in cui si specifica inoltre in quale mondo finiscono i morti, esclusi i morti in battaglia e gli uomini giusti.
(Edda Poetica - Discorso di Vafþrúðnir, 43)
Anche nell'Edda in prosa di Snorri Sturluson, nell'Inganno di Gylfi, viene riportata l'esistenza di nove mondi, in un passo in cui si riscontra una delle incertezze che rende difficile rappresentare con certezza la cosmologia norrena, in questo caso, il fatto che la dea Hel regni su Niflheimr e non viene nominato invece il regno Hel.
(Edda di Snorri - L'Inganno di Gylfi, 34b)
Nel poema Il Discorso di Alvíss, nell'Edda poetica, è presente una strofa che parla di sei mondi, ciascuno dei quali è la casa di una specifica famiglia di esseri mitologici; il passo è una risposta del nano Alviss ad una domanda del dio Thor.
(Edda Poetica - Il Discorso di Alvíss, 20)
Le sei famiglie di esseri mitologici sono elencati di seguito, così come dedotte da altri passi dell'Edda poetica e dell'Edda in prosa, con il corrispettivo mondo o luogo dove vivono.
1. Mann (umani): Miðgarðr
2. Æsir (divinità): Ásgarðr.
3. Vanir (divinità): Vanaheimr.
4. Jǫtnar (giganti): Jǫtunheimr/Útgarðr.
5. Álfar (elfi): Álfheimr/Ljósálfheimr.
6. Náir (cadaveri, morti con disonore): Hel.

Il regno dei nani (Dvergar, in norreno) manca nella lista sopra e vengono menzionati a parte, in altre parti del poema. Ad esempio, nel Discorso di Alvíss (strofa 14) i nani vengono citati come esseri distinti dagli elfi. Inoltre sono presenti due luoghi distinti per le due famiglie di elfi: Álfheimr per gli elfi chiari e Svartálfheimr per gli elfi oscuri, quest'ultimo nome spesso usato in riferimento ai nani, come nel Dialogo sull'arte poetica dell'Edda in prosa (paragrafo 46), in cui viene indicato Svartálfheimr come la casa del nano Brokkr. In alternativa, la casa dei nani è chiamata Niðavellir, o "Campi verso il basso", come riportato nella Profezia della veggente, nell'Edda poetica. Di conseguenza, nel Discorso di Alvíss si possono identificare sette dei nove mondi.
1. Dvergar (nani): Niðavellir/Svartálfaheimr.

Gli ultimi due mondi sono meno certi. Solitamente alla lista si aggiungono i due reami detti "primordiali" del ghiaccio e del fuoco, considerandoli come dei "regni". I loro nomi stessi, Niflheimr e Múspellsheimr, presentano la desinenza -heimr, cosa che li identificherebbe come dei regni.
1. Elemento primordiale del Ghiaccio: Niflheimr.
2. Elemento primordiale del Fuoco: Múspellsheimr.

#### Difficoltà di interpretazione
Nonostante l'elenco dei nove mondi riportato nei paragrafi precedenti sia comunemente accettato, tuttavia le relazioni tra essi e con altri reami mitologici risultano confuse. Hel, o perlomeno Niflhel, potrebbe coincidere con Niflheimr. Secondo una delle interpretazioni dell'Inganno di Gylfi, nell'Edda in prosa, Niflhel è il livello più inferiore di Hel dove le anime dei malvagi vengono tormentate, mentre Niflheimr è uno dei mondi primordiali, della nebbia ghiacciata, anche se alcuni dei primi manoscritti confondono i due regni.
Alla confusione già esistente tra i due, si aggiungono delle variazioni nell'Edda in prosa. Nella descrizione del destino del gigante che costruì le mura attorno ad Asgarðr, due delle quattro fonti principali affermano che Thor lo colpì al capo con violenza scaraventandolo in Niflheimr, mentre le altre due affermano che lo scaraventò in Niflhel.

## Yggdrasill
Al centro del cosmo, per i nordici, giace un frassino chiamato Yggdrasill, i cui rami giungono in tutti e nove i regni, tenendoli uniti. Tre radici lo alimentano succhiando acqua da tre regni: una dalla città degli dèi, Asgarðr, una dalla terra degli uomini, Miðgarðr, e un'altra da Hel, il regno dei morti. Sotto il ramo che giunge al mondo dei giganti di ghiaccio vi è la sorgente di Mímir, le cui acque contengono la saggezza e la comprensione. Il ramo che giunge nel regno degli dèi Asi tocca la sacra fonte del destino, il Pozzo di Urðr. A prendersi cura dell'albero vi sono le norne, che vivono nei suoi pressi. Ogni giorno, lo alimentano con acqua pura e lo rivestono con argilla della sorgente per preservarlo. L'acqua ricade poi sulla Terra sotto forma di rugiada.
Gli animali si nutrono continuamente dell'albero, minacciandolo, ma la sua vitalità persiste nel mantenerlo sempreverde, guarendo e nutrendo così la vibrante aggressività della vita. Sul ramo più alto dell'albero, si trova un'aquila, il cui battito d'ali causa i venti nel mondo degli uomini. Alla radice dell'albero invece giace un grande drago, Níðhöggr, che lo rode di continuo assieme ad altri serpenti di cui non si conoscono i nomi. Lo scoiattolo Ratatoskr porta le ingiurie da uno all'altro, mentre cervi e capre divorano i rami e i germogli dell'albero.

## La creazione
In principio, vi era il vuoto sbadiglio dell'energia potenziale, un abisso cosmico chiamato Ginnungagap, da cui emersero due regioni: la prima ad essere creata fu Múspellsheimr, un mondo in fiamme, a sud; poi venne creata Niflheimr, a nord, un mondo di acque, nebbia e freddo artici. Quando il caldo e il freddo si incontrarono nell'abisso Ginnungagap, in forma scintille, fumo e calabrosa, un gigante (jǫtunn) prese vita dal ghiaccio che si sciolse, il cui nome era Ymir, dalle cui gambe nacquero i primi giganti (jǫtnar). Le principali fonti identificano il primo figlio di Ymir con il gigante Þrúðgelmir (Thrudgelmir), che diede vita poi a Bergelmir. Ymir si nutrì poi del latte della mucca Auðhumla, la quale leccò un blocco di ghiaccio salato, da cui uscì il gigante Búri.
Il figlio di Búri, Borr ebbe a sua volta tre figli: Odino, Víli e Vé. Essi uccisero Ymir, che fu poi fatto a pezzi, e tutti i giganti, eccezion fatta per Bergelmir e sua moglie, affogandoli nel loro stesso sangue. Dal corpo di Ymir, crearono il mondo degli umani: dalla sua ascella sinistra crearono il primo uomo e la prima donna, dal suo sangue formarono i mari e i laghi, dalla sua carne la terra, dalle sue ossa le montagne e dai suoi denti le rocce. Con il suo teschio crearono la volta celeste, posizionando un nano ad ognuno dei quattro angoli (dai cui nomi poi derivano i nomi dei punti cardinali) per sostenere il cielo in modo che non cadesse sulla terra. I tre fratelli, poi, protessero la terra stessa dai giganti con un muro realizzato con le sopracciglia di Ymir. Infine generarono il tempo e posero il sole e la luna su dei cocchi in circolo attorno al cielo.
Odino, passando per il mondo dei giganti, vide due bellissimi giovani, chiamati Sól e Máni, ossia il Sole e la Luna. Essi erano fratello e sorella e il loro padre li aveva chiamati così in onore dei due astri nel cielo. Odino decise quindi mettere i due fratelli alla guida dei cocchi e creò due lupi, chiamati Hati e Skǫll, il cui compito era di inseguire i due cocchi e divorarli se fossero usciti di rotta.

### Gli dèi nordici
Il reame degli dèi norreni, gli Asi, è chiamato Ásgarðr o la "Corte degli Ás". Gli Asi lo costruirono dopo aver creato il mondo degli uomini ed è costituito da molti ampi saloni, identificati anche come palazzi o cieli, in quest'ultimo caso però separati da Ásgarðr. La sala di Odino, Válaskjálf, è coperta con un tetto d'argento, vicino al quale il dio può sedersi e vedere tutti i mondi contemporaneamente. Gimlé, un altro cielo, ha un tetto d'oro ed è il luogo dove vengono mandati gli uomini giusti dopo la morte. Il Valhalla, il salone dei caduti, è la sala del banchetto di Odino; coloro che muoiono in battaglia, risorgono poi alla sera nel Valhalla per festeggiare con Odino. Due importanti divinità fratello e sorella, Freyr e Freia, sono cittadini di Ásgarðr, ma in realtà provengono dal regno dei Vani, un'altra casata di dèi. Infine, Heimdallr, il guardiano degli dèi, abita nei pressi del Bifrǫst, il ponte arcobaleno, tramite cui si può passare da un regno all'altro e che quotidianamente le divinità attraverso per incontrarsi tutti assieme alla fonte Urðarbrunnr, dove le norne tessono il filo del destino.